# 平南温泉站
平南溫泉站（：／ P'yŏngnamonch'ŏn yŏk */?）是朝鮮民主主義人民共和國南浦市温泉郡的一個鐵路車站，属于平南线和南洞线。

## 历史
- 1938年7月8日：开始使用[1]。

## 邻近车站
平南线
贵城站 - 平南溫泉站
南洞线
平南溫泉站 - 安石站